# 元山镇 (平昌县)
元山镇，是中华人民共和国四川省巴中市平昌县下辖的一个乡镇级行政单位。

## 行政区划
元山镇下辖以下地区：
元山社区、张公社区、石寨村、共和村、佛岩村、兴元村、长岗村、新华村、兴隆村、复兴村、新兴村、中岭村、中坪村、龙泉村、长城村、通木村、泥池村和梅坪村。